# Aneurisma cerebral
Un aneurisma cerebral o aneurisma de una arteria cerebral (del latín aneurysma, dilatación) es una enfermedad cerebrovascular en la cual una «debilidad» en la pared de una arteria o vena ocasiona una dilatación o «abultamiento» de un segmento localizado en la pared del vaso sanguíneo.

## Aneurismas
Los aneurismas intracraneales son dilataciones localizadas en la pared arterial. Aun cuando las catástrofes cerebrovasculares se han reconocido desde la antigüedad, el reconocimiento de los aneurismas como una causa principal de esos eventos es relativamente reciente en la historia de la medicina.
La primera descripción de esta patología se llevó a cabo en 1765 y se atribuye a Francisci Biumi, un médico milanés que reportó un caso en cuya autopsia se identificó un aneurisma intracraneal roto. La primera descripción clínica de la ruptura de un aneurisma fue por Blackwell, en 1813, en una mujer de 20 años de edad en quien la autopsia reveló un aneurisma de la bifurcación de la arteria basilar. En la segunda mitad del siglo XIX e inicios del siglo XX, la descripción clínica detallada se tornó más frecuente, e incluyó contribuciones notables por parte de Gull, Bartholow, Beadles y Fearnsides.
Se adquiere un mayor conocimiento de este tema a partir de las publicaciones de Sir Charles Symonds, quien estableció a la hemorragia subaracnoidea (HSA) como una entidad clínica distinta y muy importante. Después de la introducción por Egas Moniz, en 1927 de la angiografía, la confirmación exacta de la sospecha clínica de un aneurisma roto se convirtió en una realidad. La primera cirugía efectiva para un aneurisma sacular intracraneal fue realizada en 1933 por Dott. Utilizó un fragmento de músculo para envolver un aneurisma que se rompió durante la operación, logró detener con éxito el sangrado y obtuvo un buen resultado clínico. Walter Dandy estableció el principio quirúrgico de la obliteración directa del cuello del aneurisma como el tratamiento ideal para combatir esta patología cuando colocó un clip de plata a través del cuello de un aneurisma de la arteria carótida interna en el origen de la arteria comunicante posterior el 23 de marzo de 1937.
Uno de los casos más conocidos de esta enfermedad fue la del presidente de México, Adolfo López Mateos, quien tres años después de abandonar el cargo (el 1 de diciembre de 1964) , permaneció en coma durante 2 años después de una cirugía donde se le detectaron 7 aneurismas cerebrales. La inmovilidad de su cuerpo avanzó de una forma significativamente rápida y finalmente falleció el 22 de septiembre de 1969 a las 16:30 horas.

## Clasificación
La clasificación de los aneurismas intracraneales puede basarse en la morfología, en el tamaño, en la localización y en la etiología.

### Clasificación por morfología
Los aneurismas intracraneales se dividen en tres tipos básicos:
- Sacular
- Fusiforme
- Disecante

#### Aneurismas saculares
Los aneurismas saculares son abultamientos con forma de cereza de la pared arterial. La mayoría se originan en bifurcaciones arteriales y constituyen del 66 al 98 por ciento de los aneurismas intracraneales, y se dan también en personas que han contraído sífilis. La gran mayoría de los aneurismas se localizan en la circulación anterior, y solo el 15 por ciento se hallan en la circulación posterior. La mayoría de los aneurismas saculares no se consideran congénitos, sino que se desarrollan durante la vida. Los aneurismas cerebrales son poco frecuentes en niños y casi nunca ocurren en neonatos. Si un recién nacido o niño pequeño sufre una hemorragia aneurismática, usualmente se trata de una enfermedad de los tejidos conectivos como causa subyacente.
La hipertensión arterial, el tabaquismo y el alcoholismo contribuyen al engrosamiento de la capa íntima en la pared arterial, en los sitios de ramificación proximal y distal. Esta es la etapa más temprana de la formación de los aneurismas. Dentro de estos cojinetes, la capa íntima no es elástica, por lo que ocasiona una tensión elevada sobre las porciones más elásticas de la pared del vaso. Anormalidades en las proteínas de la matriz extracelular contribuyen adicionalmente a la formación del aneurisma. La teoría popular de un defecto congénito en la túnica media de la capa muscular es como un punto débil a través del cual la capa interna de la pared arterial protruirá genera dudas debido a varias observaciones contradictorias. Hendiduras en la capa muscular están igualmente presentes en pacientes con y sin aneurismas. Si un aneurisma se ha formado, el defecto en la pared muscular no está localizado en el cuello, sino en la pared del saco aneurismático.[cita requerida]

La teoría patogénica más probable es que los aneurismas se adquieren debido a cargas de tensión hemodinámica sobre las bifurcaciones arteriales que no tienen soporte. Este señalamiento es respaldado por la observación clínica de que muchos pacientes con aneurismas de ACoA tienen un segmento A1 ausente o hipoplásico y presentan, por lo tanto, una carga hemodinámica elevada en el complejo de ACoA.

#### Aneurismas fusiformes
Los aneurismas fusiformes son segmentos arteriales alongados, dilatados y tortuosos. El término dolicoectasia describe un vaso gigante ectásico de este tipo de aneurismas. Las aneurismas fusiformes se caracterizan por la ausencia de un cuello definido, por la afectación circunferencial de la arteria principal y por un trayecto largo. El aneurisma puede estar parcialmente trombosado, es decir, coagulado o tapado. Esto afecta en mayor proporción a la circulación posterior.[cita requerida]

#### Aneurismas disecantes
La disección arterial espontánea está bien identificada en la porción cervical de la arteria carótida y en la porción extracraneal de la arteria vertebral como una causa de accidente cerebrovascular isquémico en adultos jóvenes. Cuando la disección se presenta en los segmentos intracraneales con mayor frecuencia, se manifiesta como HSA. Sasaki y sus colaboradores identificaron aneurismas disecantes en el 4.5 % de las personas que fallecieron por HSA. Los aneurismas disecantes ocurren con mayor frecuencia en el sistema vertebrobasilar y son más frecuentes en hombres que en mujeres.
Las aneurismas disecantes en la porción extracraneal con mayor frecuencia son traumáticas. Sin embargo, pueden deberse también a displasia fibromuscular, ateroesclerosis, infección, artritis, trastornos hereditarios de los tejidos conectivos o maniobras quiroprácticas o pueden ocurrir espontáneamente. Las aneurismas disecantes son aneurismas falsos consistentes en una luz falsa en el interior de la pared arterial lesionada.
La modalidad de elección diagnóstica es la resonancia magnética, debido a que el hematoma intramural puede identificarse directamente. La angiografía puede demostrar dilatación del lumen seguido por un adelgazamiento del vaso (signo de acintamiento). La principal preocupación de una disección extracraneal es el embolismo o la oclusión del vaso. La ruptura de un aneurisma disecante extracraneal es poco frecuente. El estándar terapéutico es la anticoagulación, y generalmente esto conduce a una buena evolución. El tratamiento quirúrgico o endovascular está reservado para aquellos pacientes que no responden a la terapia médica y para aquellos que presentan lesiones en expansión.
La terapia endovascular con stents para remodelar la luz en pacientes con HSA debido a ruptura de un aneurisma disecante intracraneal probablemente será el tratamiento en el futuro.

### Clasificación por tamaño
Los aneurismas también se clasifican en función de su tamaño:
- Aneurisma muy pequeño: menor de 3 mm (milímetros)
- Aneurisma pequeño: menor de 11 mm
- Aneurisma grande: 11 a 25 mm
- Aneurisma gigante: mayor de 25 mm
- Aneurisma excesivamente gigante: mayor de 50 mm

### Clasificación por localización
La localización más frecuente de los aneurismas cerebrales es en las arterias de la base del cerebro, conocido como círculo de Willis o polígono de Willis. El 85 % de los aneurismas cerebrales se desarrollan en la porción anterior del polígono de Willis y afectan la arteria carótida interna y sus ramas intracraneales. El otro 15 % se encuentra en la circulación posterior o vertebrobasilar. La localización más frecuente incluye el complejo de la arteria comunicante anterior (39-35 %), el origen de la arteria comunicante posterior a partir de la arteria carótida interna (39-35 %), la bifurcación de la arteria cerebral media (20 %), la bifurcación de la arteria basilar y del resto de las arterias de la circulación posterior (5 %). Pueden ser solitarios (70 a 75 %) o lesiones vasculares múltiples (25 a 30 %), generalmente localizados en el polígono de Willis.

### Clasificación por etiología
La mayoría de los aneurismas intracraneales son verdaderos aneurismas que contienen todas las capas o componentes de la pared vascular normal. En cambio, en los aneurismas falsos o pseudoaneurismas la luz del vaso no crece, aun cuando el diámetro externo del segmento anormal puede estar incrementado. Estos aneurismas son poco frecuentes dentro del cráneo.
Algunos factores externos como el tabaquismo, el alcoholismo y el uso de anticoagulantes y anticonceptivos parecen estar relacionados con la formación de este tipo de aneurismas.[cita requerida]
La causa más frecuente para el desarrollo de un aneurisma son lesiones vasculares inducidas hemodinámicamente, ateroesclerosis, vasculopatía subyacente y estados de alto flujo. Causas menos comunes son trauma, infección, abuso de sustancias adictivas y neoplasias.[cita requerida]
Los aneurismas intracraneales no se incluyen precisamente en la categoría de verdaderas malformaciones vasculares; generalmente son adquiridos. La mayoría de los aneurismas cerebrales son el resultado de una anormalidad (debilidad) innata en la pared de la arteria. Los aneurismas cerebrales también son más frecuentes en personas con ciertas anomalías genéticas, como la enfermedad de la colágena o la enfermedad de riñones poliquisticos y en ciertos trastornos circulatorios como las malformaciones arteriovenosas (MAV).
Otras causas incluyen: hipertensión arterial, trauma craneal, lesiones penetrantes craneales, infecciones, tumores, ateroesclerosis y otras enfermedades vasculares, consumo de sustancias adictivas (por ejemplo, cocaína y tabaquismo). Algunos investigadores especulan que el uso de anticonceptivos orales incrementa el riesgo para el desarrollo de un aneurisma.
Los aneurismas que resultan de la infección en la pared de una arteria son llamados aneurismas micóticos. El término no quiere decir que sean aneurismas debidos a una infección por hongos.

## Variaciones en el polígono de Willis
En varios estudios se ha relacionado con las anomalías frecuentes en el polígono de Willis y las variaciones de la anatomía cerebrovascular normal con la presencia de aneurismas. Sin embargo, no existe evidencia estructural de una debilidad inherente en la pared de las arterias asociado con las variantes anatómicas del polígono de Willis hipotéticamente normal, y parece ser más factible que el desequilibrio en el calibre de los vasos resulte en una mayor tensión hemodinámica en las arterias relativamente más grandes que en sus contrapartes, con la resultante formación de aneurismas sobre esta base. Yasargil encontró que los aneurismas generalmente se presentan en áreas de flujo incrementado, como en el lado de la arteria comunicante anterior que recibe a la arteria cerebral anterior de mayor calibre, en asociación con circulación tipo fetal en la arteria comunicante posterior, o hacia el lado del tronco de mayor calibre de la arteria cerebral media o en la bifurcación de la arteria basilar. Los aneurismas se han identificado también en las arterias cerebrales medias accesorias y en los puntos de fenestración o en la duplicación de la arteria cerebral anterior, media, comunicante posterior, vertebral y basilar.

## Anastomosis persistentes entre la arteria carótida y la arteria basilar
Durante las etapas tempranas del desarrollo cerebral en el embrión, varios canales anastomóticos conectan a la arteria carótida con la arteria basilar. Estos canales incluyen a la arteria trigeminal primitiva, la arteria ótica, la arteria hipoglosal y la arteria intersegmentaria proatlantal. Estos canales anastomóticos suelen mostrar regresión con el desarrollo del embrión. Cuando estos canales persisten pueden ser el sitio propicio para la formación de aneurismas saculares típicos.
Se han reportado menos de 20 casos de persistencia de la arteria intersegmentaria proatlantal. Ésta usualmente conecta a la arteria carótida interna en su porción cervical con la porción suboccipital de la arteria vertebral. No se ha reportado la presencia de aneurismas en la arteria intersegmentaria proatlantal, sin embargo, se identificado la presencia de aneurismas en otras arterias en estos casos.
La posibilidad de desarrollar un aneurisma es de cuatro veces mayor en pacientes con coartación aórtica. La incidencia de aneurismas en pacientes con coartación aórtica es de 2.5 a 10.6 %; 0.4 a 1.0 % de los pacientes con aneurismas intracraneales tienen coartación aórtica. La incidencia de aneurismas múltiples es de aproximadamente un 30 %. Los pacientes con coartación aórtica están también en riesgo de HSA a partir de aneurismas de las arteria espinales, los cuales pueden originarse debido al flujo incrementado.

### Enfermedad de moyamoya
La enfermedad de moyamoya es una enfermedad vascular cerebral caracterizada por la estenosis u oclusión de la arteria carótida interna en la base del cráneo y una red telangiectasia de pequeños vasos que parecen una «voluta de humo» en la angiografía. Se observa predominantemente en japoneses, pero se ha reportado en todos los grupos raciales.

### Aneurisma neoplásico
Un verdadero aneurisma neoplásico u oncótico ocurre debido a erosión neoplásica y debilitamiento de la pared de una arteria cerebral. Son extremadamente raros y no deben ser confundidos con la más frecuente asociación de un aneurisma sacular con un tumor intracraneal. Estos aneurismas se desarrollan debido a émbolos neoplásicos, y la mayoría son debidos a mixomas cardiacos o corio-carcinomas.

## Síntomas
La mayoría de los aneurismas no ocasionan síntomas hasta que se rompen; cuando se rompen, se asocian con morbilidad y mortalidad significativa. Los aneurismas pequeños, cuando mantienen su tamaño, generalmente no ocasionan sintomatología. Sin embargo, los aneurismas grandes y gigantes que continúan creciendo pueden ocasionar compresión del tejido nervioso o de los pares craneales. 
Los signos de un aneurisma cerebral que no se ha roto incluyen, entre otros:
- Cefalea (dolor de cabeza)
- Cambios súbitos en la conducta
- Parálisis de un párpado (ptosis)
- Pérdida del equilibrio o la coordinación
- Pérdida de la visión (amaurosis)
- Problemas en el pensamiento o en el procesado del pensamiento
- Trastornos de la memoria de corto plazo
- Trastornos perceptuales
- Visión doble (diplopía)

Los signos de un aneurisma cerebral que sí se ha roto son:
- Cefalea (dolor de cabeza) súbito e intenso
- Alteración súbita del estado de conciencia
- Confusión
- Coma
- Crisis convulsivas
- Cuello rígido o dolor intenso en el cuello
- Aletargamiento / somnolencia
- Fotofobia (sensibilidad a la luz)
- Hemiplejía
- Náusea y vómito
- Pupilas dilatadas
- Trastornos en el habla (afasia)
- Visión doble o borrosa

Los aneurismas gigantes en el seno cavernoso se presentan con dolor retroocular ipsilateral y diplopía.
Los aneurismas gigantes en el segmento oftálmico de la arteria carótida y en la arteria comunicante anterior se presentan con disminución en la agudeza visual y afectación variable de los campos visuales.
Los aneurismas gigantes de la arteria cerebral media se presentan con convulsiones y hemiparesia, y los aneurismas gigantes vertebrobasilares se presentan con compresión del tallo cerebral y disfunción de los pares craneales bajos y del cerebelo.
Los aneurismas gigantes carecen de una capa muscular y de una lámina elástica en su pared. Se pueden identificar trombos en el interior del aneurisma. Las paredes pueden mostrar cambios ateroescleróticos extensos y evidencia de hemorragia antigua. Las características radiológicas de los aneurismas gigantes son distintas. Se identifican calcificaciones en las radiografías simples en un 20 % de los casos, con una línea delgada curva o con apariencia de anillo. La imagen en la tomografía computarizada (TC) puede ser heterogénea, en función de la extensión de trombosis intraaneurismas. La masa puede ser confundida con un tumor (por ejemplo, un meningioma). En el caso de los aneurismas con un cuello muy ancho, el origen exacto del aneurisma puede ser difícil de determinar.

## Escala de coma de Glasgow
La escala de coma de Glasgow examina el nivel de conciencia a través de la evaluación de tres factores: 1) apertura palpebral, 2) respuesta motora y 3) habla.

## Escala de Hunt y Hess
La escala de Hunt y Hess clasifica la gravedad clínica de una hemorragia subaracnoidea espontánea.
- Grado l: asintomático, cefalea leve, rigidez de nuca leve.
- Grado ll: cefalea moderada a grave, rigidez de nuca, no hay déficit neurológico, excepto afectación de par craneal.
- Grado lll: confusión, somnolencia, déficit neurológico focal leve.
- Grado lV: aletargamiento, hemiparesia moderada a grave.
- Grado V: coma, muerte cerebral.

## Escala de la WFNS
La escala de la WFNS es la escala de la Federación Mundial de Sociedades Neuroquirúrgicas.

## Factores de riesgo
Un factor de riesgo es todo aquello que puede aumentar la probabilidad que tiene una persona de desarrollar una enfermedad. Puede ser una actividad como fumar, la alimentación, exceso de consumo de alcohol, la cocaína, los antecedentes familiares, la edad y las personas con ciertos trastornos heredados también corren mayor riesgo. Pero son más comunes en adultos mayores y sobre todo en las mujeres que los hombres.
Los aneurismas pueden estallar y sangrar dentro del cerebro, causando complicaciones serias como el accidente cerebrovascular hemorrágico, daño nervioso permanente, o ambos.  Una vez que estalla, el aneurisma puede estallar otra vez y volver a sangrar dentro del cerebro, pudiendo producirse aneurismas adicionales.  Comúnmente, la ruptura puede causar una hemorragia subaracnoidea, el sangrado en el espacio entre el cráneo y el cerebro.  Una complicación retardada pero seria de la hemorragia subaracnoidea es la hidrocefalia, donde la acumulación excesiva de líquido cefalorraquídeo en el cráneo  dilata las vías del líquido llamadas ventrículos que pueden hincharse y comprimir el tejido cerebral.  Otra complicación retardada luego de la ruptura es el vasoespasmo, donde otros vasos sanguíneos cerebrales se contraen y limitan el flujo sanguíneo a áreas vitales del cerebro.  Este flujo sanguíneo reducido puede causar un accidente cerebrovascular o daño tisular.
La enfermedad coronaria, la insuficiencia cardíaca, la enfermedad pulmonar, y la edad avanzada, son factores que aumentan el riesgo de complicaciones derivadas de una intervención quirúrgica. En tanto el riesgo de la operación está determinado por el estado del paciente y por el tamaño y la ubicación del aneurisma, entre otros factores. En general, el riesgo de muerte por una operación tras la ruptura de un aneurisma es relativamente pequeño (menos de cinco por ciento). El riesgo puede ser algo mayor en el caso de aneurismas grandes, en particular los más profundos. Una cirugía presenta menor riesgo cuando se realiza antes de la ruptura de un aneurisma. Es posible que ocurra una hemorragia que pueda causar un accidente cerebrovascular días después del tratamiento de un aneurisma.
Con una minuciosa valoración preoperatoria y cuidados postoperatorios adecuados, la mortalidad operatoria se aproxima a 1% y 2%. Tras la ruptura aguda, la mortalidad de la cirugía de urgencia suele ser superior al 50%.

## Diagnóstico
La mayoría de los aneurismas cerebrales pasan desapercibidos hasta que se rompen o se detectan a través de imágenes cerebrales que pueden haberse obtenido por otra afección. Se dispone de diversos métodos diagnósticos para proporcionar información sobre el aneurisma y la mejor forma de tratamiento. Las pruebas generalmente se obtienen luego de una hemorragia subaracnoidea, para confirmar el diagnóstico de un aneurisma.

### Angiografía
La angiografía por medio de cateterismo es el estándar para revelar y delinear las características de un aneurisma intracraneal. Los avances recientes en la tecnología, principalmente la angiografía rotacional en 3D, han incrementado la capacidad de la angiografía por medio de cateterismo para comprender la anatomía del aneurisma. Esta técnica se hizo popular hacia finales de la década de 1990, y está disponible en la mayoría de las salas de hemodinamia. Las imágenes se obtienen en 360° y pueden ser rotadas en el espacio 3-D, lo que permite la evaluación del aneurisma con mayor precisión que con la angiografía bidimensional.
El papel de la angiografía cerebral diagnostica en los pacientes con HSA no traumática es identificar la presencia de aneurismas, definir la relación del aneurisma con el vaso que le da origen y las ramas penetrantes adyacentes, para definir el potencial para la circulación colateral al cerebro, evaluar la presencia de vasoespasmo, y, de mayor importancia, si un aneurisma es identificado, ayudar a determinar cual modalidad de tratamiento brindará mayor seguridad para evitar el resangrado.
La angiografía cerebral técnicamente adecuada es considerada una prueba importante en la evaluación de la HSA no traumática, aunque algunos grupos han reportado éxito con la angiotomografía como estudio diagnóstico único antes del tratamiento. Cuando la angiografía se realiza, es necesario visualizar la circulación intracraneal en su totalidad, incluyendo las arterias comunicantes anterior y posterior, y ambas arterias cerebelosas posteroinferiores. Inyecciones con compresión contralateral, proyecciones oblicuas con vistas submento-vertex junto con las proyecciones estándar anteroposterior y lateral son parte integral de la evaluación angiografica completa. La angiografía rotacional tridimensional con frecuencia ayuda a la comprensión adecuada de la morfología del aneurisma pero puede no estar disponible en todas las instituciones.
Angiografía por tomografía (Angio-TC)
La angio-TC se logra administrando material de contraste endovenoso. Permite visualizar la vasculatura intracraneal en 3 dimensiones.

#### Angiografía por resonancia magnética
El movimiento macroscópico de los spins en movimiento en la sangre que fluye, junto con la supresión del tejido inmóvil en el fondo, puede ser utilizado para crear imágenes de la vasculatura cerebral. Las imágenes se pueden ver como cortes delgados individuales (las imágenes de origen) o pueden ser reproyectadas en la forma de mapas de flujo o ARMs.
Dos técnicas estándar que se emplean para la angiorresonancia incluyen los estudios de contraste de fase (CF) y las adquisiciones de tiempo de vuelo (TDV). La CF crea imágenes de proyección angiografica utilizando secuencias de pulso bipolares para detectar las desviaciones de fase ocasionadas por la sangre que fluye a través del campo magnético.

#### Líquido cefalorraquídeo
La obtención de líquido cefalorraquídeo por medio de una punción lumbar permite el análisis del contenido.

## Tratamiento
Existen dos formas de tratamiento: La cirugía cerebral para colocar un clip en el cuello del aneurisma (esto se logra a través de una craneotomia).
Embolización endovascular
En contraste a la cirugía, la embolización endovascular no requiere de cirugía abierta. En su lugar el cirujano emplea tecnología de rayos X en tiempo real, llamada imagen de fluoroscopia, para visualizar el sistema vascular del paciente y tratar el aneurisma desde el interior de la arteria. Después de lograr acceso a la circulación arterial por medio de una punción femoral, radial o carotídea directa empleando la técnica de Seldinger. Se efectúa cateterismo superselectivo para lograr acceso al interior del aneurisma y se colocan coils de diversos tamaños para excluir el aneurisma de la circulación.

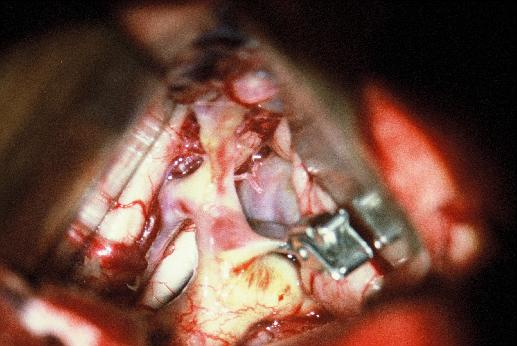
Más de 125000 pacientes se han tratado en el mundo por medio de embolización con coils desprendibles.
Embolización utilizando Onyx:
Aneurismas de cuello ancho
Tratamiento de aneurismas de cuello ancho asistido con balón (remodelación)
Tratamiento de aneurismas de cuello ancho asistido con stent
Tratamiento de aneurismas con colocación exclusiva de stent (sole stenting)
Tratamiento de aneurismas gigantes
El paciente con un aneurisma gigante (mayor de 25 mm —milímetros—) puede presentarse con hemorragia subaracnoidea, efecto de masa o con isquemia debido a embolismo a partir de trombos en el interior del aneurisma hacia la circulación arterial distal, o pueden incluso ser hallazgos incidentales. Constituyen el 5 % del total de los aneurismas intracraneales. Estos aneurismas son lesiones que ponen en peligro la vida. Se ha reportado una mortalidad de hasta el 85 % en los primeros dos años después de la ruptura de un aneurisma gigante. Los sobrevivientes frecuentemente tienen discapacidad grave. Este tipo de aneurismas constituyen un reto formidable para el equipo de neurocirugía vascular y/o endovascular.
Microcirugía
El tratamiento ideal es el clipado del cuello del aneurisma preservando el flujo arterial en la arteria que originó al aneurisma y con exclusión del aneurisma de la circulación arterial. Este método disminuye el volumen del aneurisma y su efecto de masa. Sin embargo, con frecuencia es imposible la oclusión del aneurisma debido al cuello ancho, ramas arteriales originándose del domo del aneurisma, acceso quirúrgico complejo o vulnerabilidad del aneurisma.
Terapia endovascular
Otra forma de tratamiento es por la vía endovascular. El abordaje endovascular tradicional para el manejo de estos aneurismas es la oclusión de la arteria principal empleando balones desprendibles. Con esta técnica se presentan complicaciones isquémicas hasta en un 5 a 10 % de los pacientes a pesar de contar con una prueba de oclusión con balón bien tolerada. La oclusión del aneurisma con coils ha probado ser superior que el clipado del cuello en términos de supervivencia a un año. Sin embargo la oclusión del aneurisma con coils se logra únicamente entre el 10 y el 68 % de los pacientes, utilizando stents cubiertos Willis. Se considera que el paciente que se presenta con efecto de masa compresiva debido a un aneurisma gigante es el candidato ideal para el tratamiento con stents cubiertos. Sin embargo, las complicaciones potenciales deben considerarse cuidadosamente antes de realizar el procedimiento endovascular.
En aquellos pacientes con aneurismas gigantes intracraneales de la arteria cerebral media que no pueden ser clipados por vía microquirúrgica o embolizados por vía endovascular, el puenteo del flujo arterial utilizando la técnica de ELANA ha brindado resultados satisfactorios.

## Pronóstico
Un aneurisma puede no ocasionar síntomas durante la vida de la persona. Un aneurisma roto, sin embargo, puede ocasionar una hemorragia cerebral, déficit neurológico, vasoespasmo (la principal causa de discapacidad y muerte después de la ruptura de un aneurisma), puede ocasionar hidrocefalia, coma o incluso terminar con la vida de una persona.
El pronóstico para el paciente con un aneurisma cerebral roto depende de la extensión y localización del aneurisma, la edad de la persona, el estado general de salud, el estado neurológico y el tiempo entre la ruptura del aneurisma y la atención médica. Se estima que el 40 % de las personas que se les rompe un aneurisma, no sobreviven las primeras 24 horas; y hasta un 25 % adicional mueren en los primeros seis meses debido a complicaciones, si no es operado.

### Escala de Fisher
Una de las escalas más usadas en valoración de la gravedad de la HSA es la escala de Fisher de 1980, cuya graduación se basa en la cantidad y distribución de la sangre en el TC.
El grado de Fisher es ampliamente utilizado para predecir el vasoespasmo cerebral tras una hemorragia subaracnoidea aneurismática (HSA). En el año 2001 se realiza una revisión y posterior modificación.

### Clasificación del TAC
La tomografía axial computarizada (TAC), (también denominada simplemente como «escáner»), es una técnica de imagen médica que utiliza radiación X para obtener cortes o secciones de objetos anatómicos con fines diagnósticos. Los 5 grados de clasificación con base en evidencia TAC son:
| Grado   | Descripción                                                                         |
| ------- | ----------------------------------------------------------------------------------- |
| Grado 0 | No sangrado subaracnoideo ni en ambos ventrículos laterales.                        |
| Grado 1 | Sangrado subaracnoideo mínimo/delgado,no sangrado en ambos ventrículos laterales.   |
| Grado 2 | Sangrado subaracnoideo mínimo/delgado, con sangrado de ambos ventrículos laterales. |
| Grado 3 | Sangrado subaracnoideo grueso, no sangrado en ambos ventrículos laterales.          |
| Grado 4 | Sangrado subaracnoideo grueso, con sangrado de ambos ventrículos laterales.         |

Los resultados del Ensayo Internacional sobre Aneurisma Subaracnoideo (ISAT, por sus siglas en inglés), patrocinado principalmente por los ministerios de salud pública del Reino Unido, Francia, y Canadá y anunciados en octubre de 2002, encontraron que los resultados para los pacientes tratados con espirales endovasculares pueden ser superiores a corto plazo (1 año) que los resultados para los pacientes cuyo aneurisma se trata con clipado quirúrgico.  Los resultados a largo plazo de los procedimientos con espirales son desconocidos, debiendo los investigadores realizar más investigación sobre este tema, ya que algunos aneurismas pueden regresar después de usar espirales.  Antes del tratamiento, los pacientes tal vez deseen consultar con un especialista en reparaciones quirúrgicas y endovasculares de aneurismas, para poder proporcionar mayor entendimiento de las opciones de tratamiento.  (La Asociación Estadounidense de Cirujanos Neurológicos nota que la mayoría de los centros involucrados en el ISAT estaba en Europa [principalmente en Inglaterra], Australia y Canadá, y que los resultados pueden no corresponder a los pacientes en los Estados Unidos, «donde los patrones de práctica, particularmente en referencia al grado de subespecialización de los cirujanos neurovasculares en centros importantes, son diferentes».*)